# Clausicella triangulifera
Clausicella triangulifera är en tvåvingeart som beskrevs av Louis-Paul Mesnil 1963. Clausicella triangulifera ingår i släktet Clausicella och familjen parasitflugor. Inga underarter finns listade i Catalogue of Life.